# 鶴田真希
鶴田 真希（つるた まき、4月15日 - ）は、日本の女性声優。熊本県出身。青二プロダクション所属。

## 略歴
青二塾東京校36期出身。

## 人物
趣味はダンス、旅行、一人カラオケ。特技は少林寺拳法初段、書道三段。資格は普通自動車免許、看護師免許、保健師免許をそれぞれ持っている。

## 出演
太字はメインキャラクター。

### テレビアニメ
2017年
- タイガーマスクW（婆さん）
- ONE PIECE エピソードオブ東の海 〜ルフィと4人の仲間の大冒険!!〜
- 血界戦線 & BEYOND（看護師）
- ちびまる子ちゃん（2017年 - 2023年、おばあちゃん、おばさま2、おばさん、肉屋の奥さん、店主）

2018年
- パズドラクロス（おばちゃん）
- それいけ!アンパンマン（中トロ奥方）
- ドラえもん（テレビ朝日版第2期）（2018年 - 2021年、O.L.、おばあさん）
- 爆釣バーハンター（おばさん）

2019年
- ONE PIECE（2019年 - 2025年、シャーロット・コンスターチ、女性、商人の妻、母親、カイマンレディ 他）
- キャロル&チューズデイ（審査員C）
- ゲゲゲの鬼太郎（第6作）（荒木のおばあちゃん、通販NA）

2020年
- アサティール 未来の昔ばなし（2020年 - 2024年、サルマ、侍女、村の老婆、サマルの世話役、隣人 他） - 2シリーズ
- ミュークルドリーミー（体育の先生）
- クレヨンしんちゃん（2020年 - 2025年、体育教師、おばさん、お花屋さん、女性客、ハイカー妻 他）
- ゴールデンカムイ（女将、灯台の夫婦）

2021年
- パズドラ（主婦B、町の人B）
- スケートリーディング☆スターズ（女将）
- 忍たま乱太郎（2021年 - 2024年、女、乳母、おばあさん、髪結い客、亡霊 他）
- 出会って5秒でバトル（園村桃子）
- 死神坊ちゃんと黒メイド（2021年 - 2024年、老メイド、ベテランメイドA、メイド長） - 2シリーズ
- テスラノート（ルイーセ）
- SELECTION PROJECT（山鹿梅）

2022年
- ハコヅメ〜交番女子の逆襲〜（老女）
- 異世界美少女受肉おじさんと（女性）
- デジモンゴーストゲーム（母親、中年女性）

2023年
- ワールドダイスター（審査員C）

2024年
- め組の大吾 救国のオレンジ（母）
- ザ・ファブル（婦人会会長）
- ドラゴンボールDAIMA（2024年 - 2025年、子守、アマゾネス）
- 逃走中 グレートミッション（壺振り）

### 劇場アニメ
- 劇場版シティーハンター 〈新宿プライベート・アイズ〉（2019年、モデルB）
- ONE PIECE FILM RED（2022年）
- クレヨンしんちゃん 超華麗!灼熱のカスカベダンサーズ（2025年）

### Webアニメ
- アグレッシブ烈子（2018年 - 2020年、ゴリ部長[3]、坪根さん、烈子の母、カバ助くん）
- バキ（2020年、観客）

### ゲーム
2010年代
- 北斗が如く（2018年）
- 電撃文庫：CROSSING VOID（2018年、傀儡）
- リボルバーズエイト（2019年、魔女）

2020年代
- ドラゴンボールZ カカロット（2020年）
- ゼノブレイド ディフィニティブ・エディション（2020年、ヘルミーナ）
- 魔女の泉3 Re: Fine（2020年、モネット）
- テイルズ オブ アライズ（2021年）
- ONE PIECE ODYSSEY（2023年）

### 吹き替え

#### 映画
- バトル・オブ・ザ・セクシーズ（ピーチズ〈マーサ・マックアイサック〉）
- アウトロー・キング 〜スコットランドの英雄〜（母親 他）
- ロマンティックじゃない?（ナタリーの母〈ジェニファー・サンダース〉）

#### ドラマ
- イーヴィル: 超常現象捜査ファイル（リンダ・ブロック看護師）
- 超ゲーマー伝説 ぼくらの裏ワザ青春白書（スペンサー母）
- NYガールズ･ダイアリー 大胆不敵な私たち シーズン2（ダニエラ）
- ダンシング・ドラァグ・クイーン（ドーン）
- Titans/タイタンズ（ベッキー）
- グッド・オーメンズ（ベルゼブブ〈アナ・マクスウェル・マーティン〉）
- シェフのテーブル シーズン6（オサイ・エンドリン）
- ザ・ボーイズ（ドナ・ジャニュアリー〈アン・キューザック〉）
- ロキ（女性住民）

### ラジオドラマ
- 青山二丁目劇場 -スミダノハナビ-（田中）
- D5 5人の探偵 ドラマCD vol.3、4（アナウンサー 他）

### その他コンテンツ
- アラスカ・メガマシン（ディスカバリーチャンネル）

### シリーズ一覧
1. ↑  第1作（2020年）、第2作『アサティール2 未来の昔ばなし』（2024年）
2. ↑  第1期（2021年）、第3期（2024年）